# Pentti Airikkala
Pentti Airikkala, född den 4 september 1945 i Helsingfors, död den 30 september 2009 i Bray, Berkshire, är en finländsk rallyförare.
Airikkala blev finsk rallymästare 1974. Största framgången i rally-VM blev vinsten i RAC-rallyt 1989.